# John Andrew Buchanan
Pour les articles homonymes, voir Buchanan.
Cet article possède un paronyme, voir John Buchanan.
John Andrew Buchanan (2 octobre 1863 – 22 décembre 1935) est un juge et un homme politique d'Astoria, dans l'état de l'Oregon, et un poète amateur qui écrit les paroles de la chanson de l’État de l'Orégon.

## Biographie
En 1920, il compose les paroles de "l'Oregon, Mon Oregon"; et avec Henry Murtagh, qui compose la musique, et la présente à un concours organisé par la Société des compositeurs de l'Oregon. Ils remportent le concours; la chanson est publiée et approuvée par le surintendant de l'instruction publique de l’État. L'Assemblée législative de l'Oregon en fait la chanson de l’État en 1927.
Buchanan est un maître d'école et un avocat. Il effectue deux mandats à la Chambre des représentants de l'Oregon, pour la 25e et 26e sessions (1909-1912). Il écrit de la poésie tout au long de sa vie et publi' plusieurs livres de poésie.